# Getec Energie
Getec Energie (Eigenschreibweise: GETEC ENERGIE) ist ein Energiedienstleistungsunternehmen mit Hauptsitz in Hannover. Das Unternehmen versorgt gewerbliche Kunden mit Energie. Energieerzeugern, wie Betreibern von Windkraftanlagen, Photovoltaikanlagen oder Biomasseanlagen, bietet Getec Energie Lösungen für die Vermarktung der erzeugten Energie an. Für andere Energieversorgungsunternehmen übernimmt Getec Energie die Abwicklung ihrer energiewirtschaftlichen Prozesse. 

## Geschichte
1993 gründete Karl Gerhold die Getec Gesellschaft für Energietechnik und -management. Nach der Umfirmierung des Unternehmens in Getec AG erschlossen sich im Rahmen der Liberalisierung der Energiemärkte ab dem Jahr 2000 weitere Geschäftsmodelle, wie der Energiehandel, grüne Energielösungen und die Bereitstellung von Netzwerk- und Telekommunikationsdienstleistungen. 
Nach der Gründung der Getec Energie AG im Dezember 2000 erfolgte am 23. April 2001 die Eintragung ins Handelsregister und führte mit der EEX-Zulassung zum Aufbau eigener Handelsaktivitäten. Mit der Gründung der Getec Daten- und Abrechnungsmanagement GmbH (kurz Getec DAM) 2005 baute Getec Energie ihre Prozessdienstleistungen im B2C-Kontext weiter aus. Im Jahr 2007 erwirtschaftete das Unternehmen einen Umsatz von 135 Millionen Euro. Seit seiner Gründung wuchs Getec Energie, insbesondere durch Übernahmen der Engie Energielösungen GmbH (2018), Nexus Green GmbH (2019) und der Total Energie Gas GmbH (2021).
Seit 2010 betreibt Getec Energie ein virtuelles Kraftwerk, das mit über 3.000 MW nach eigenen Angaben zu den größten virtuellen Kraftwerken in Deutschland gehört.
Getec Energie wickelt gemeinsam mit ihren Tochter- und Beteiligungsunternehmen ca. 600.000 Energieabnahmestellen in Deutschland, Österreich, den Niederlanden und Belgien ab. Dabei werden Bilanzkreise mit einem Gesamtvolumen von 24 TWh Erdgas und 13 TWh elektrischer Energie bewirtschaftet.
2024 wurde das Unternehmen vom bp-Geschäftsbereich gas & power trading international (GPTI) übernommen. bp erweitert damit seine Präsenz in Europa.

## Geschäftsfelder
Das Dienstleistungsangebot der Getec Energie umfasst Energiedienstleistungen. Das Unternehmen unterstützt Energieversorger mit Marktzugängen und erstellt Energiekonzepte. Betreiber von Windkraft-, Photovoltaik- und Biomasseanlagen werden in der Vermarktung ihres Ökostroms unterstützt durch Stromlieferverträge (PPA) oder über das Marktprämienmodell. 

## Corporate Social Responsibility
Seit 2009 arbeitet das Unternehmen nach eigenen Angaben CO2-neutral. Zudem wurde ein  Maßnahmenkatalog definiert, der nachhaltige Ziele wie die Umstellung des Fuhrparks auf elektrische Fahrzeuge, die Vermeidung von Flugreisen oder Nutzung nachhaltiger Produkte im Büroalltag konkretisiert.
2020 unterschrieb das Unternehmen die Charta der Vielfalt, eine Initiative zur Förderung der Vielfalt am Arbeitsplatz unter Bundeskanzlerin Angela Merkel. Bis heute konsumiert Getec Energie Produkte aus fairem Handel und unterstützt mit seinem Kaufverhalten soziale Projekte.